# 牧野真莉愛

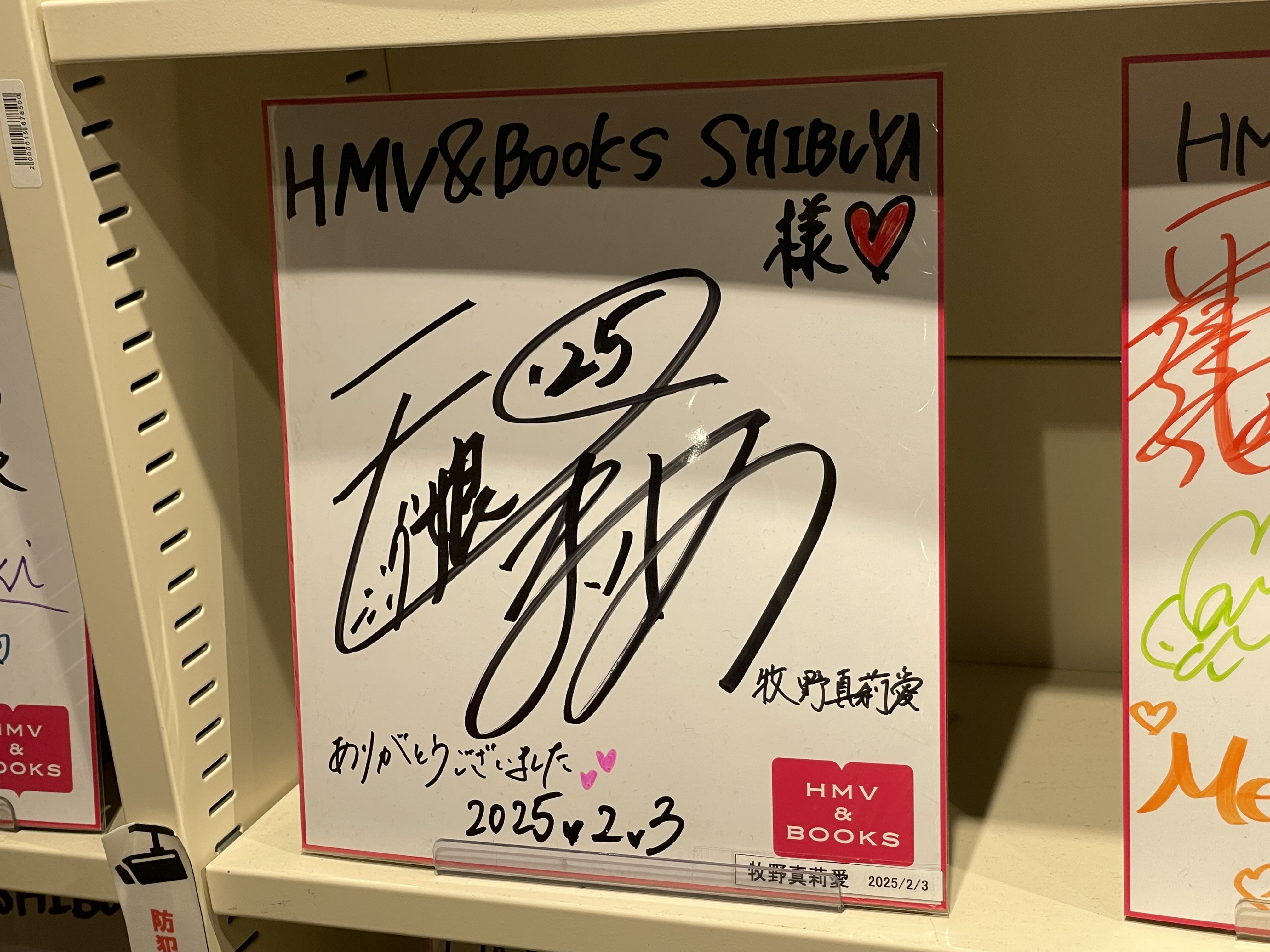
直筆サイン

牧野 真莉愛（まきの まりあ、2001年2月2日 - ）は、日本の歌手、アイドル、グラビアアイドル。ハロー!プロジェクトの女性アイドルグループモーニング娘。の12期メンバーおよびサブリーダー。愛知県西尾市出身。ハロプロ研修生出身。アップフロントプロモーション所属。2021年4月13日より西尾市シティプロモーション特命大使を務める。

## 略歴
アニメ『きらりん☆レボリューション』を好んで視聴しており、そのファイナルライブを見に行った経験を持っている。当時はハロー!プロジェクトと『きらりん☆レボリューション』を関連付けていなかったが、後に「これはハロプロっていうことかな?」と気付いた。
2011年に行われた「モーニング娘。10期メンバー『元気印』オーディション」では、3次審査まで進出したが落選。その後、2012年開催の「モーニング娘。11期メンバー『スッピン歌姫』オーディション」では、9月8日に行われた最終審査に進出したものの落選した。10期メンバーオーディションから約1年間、自己流で練習を積み重ねてきたが、小田さくらとはレベルが違ったという。また、11期メンバーオーディションの最終審査進出者であり、当時ハロプロ研修生だった浜浦彩乃のダンスのレベルが高かったことから、ダンス・歌のスキルアップを図るためにハロプロ研修生へ加入することを決意した。
2012年11月1日、ハロプロ研修生に加入し同20日には加入した事実が公表された。12月9日に行われた『ハロプロ研修生 発表会 2012 〜12月の生タマゴShow!〜』では、新加入のあいさつと、11期メンバーオーディションの課題曲であった「What's Up? 愛はどうなのよ〜」のダンスパフォーマンスを行った。ハロプロ研修生に加入した直後の牧野の立ち位置は一番後ろであったが『ハロプロ研修生 発表会 2013 〜9月の生タマゴShow!〜』では「天まで登れ!」のパフォーマンスで「1列めの真ん中からちょっと外れたところ」まで進出した。また2014年春には℃-uteのコンサートツアーに帯同し、ハロプロ研修生時代の中で一番成長できたという感想を残している。
2014年9月30日、牧野は日本武道館で行われた『モーニング娘。'14コンサートツアー秋 GIVE ME MORE LOVE 〜道重さゆみ卒業記念スペシャル〜』においてモーニング娘。'14に12期メンバーとして加入したことが発表された。同コンサートの挨拶で牧野は「好きなプロ野球のチームは北海道日本ハムファイターズです」と語っている（#人物を参照）。
2015年1月8日から10月29日まで、日刊スポーツ北海道版で連載「モーニング娘。'15牧野真莉愛 Fハート」が掲載された。同年2月2日のスポーツニッポンの記事では日本ハムの熱烈なファンと紹介された。同年4月7日、東京ドームで行われた日本ハム対西武戦のファーストピッチを務めた。
2016年4月1日、ルネサンス豊田高等学校に入学（2019年3月31日卒業）。9月28日、日本ハムの4年ぶりのパ・リーグ制覇が決まった西武プリンスドームでの西武対日本ハム戦を現地で観戦しており、スポーツニッポンから直撃取材を受けている。
2019年6月11日、Instagramを開始。7月12日、イメージカラーを当初のライトピンクからピンクへ変更。
2021年4月13日、西尾市シティプロモーション特命大使に就任。
2025年7月1日、ハロー!プロジェクトの公式サイトにて、生田衣梨奈卒業による新体制のモーニング娘。サブリーダーに就任。

## 人物
- 愛称は、まりあ、まりあん♡LOVEりん、らぶりん。イメージカラーはピンク[25]。
- 血液型A型[1]。身長165.5 cm[27]。
- 真莉愛（まりあ）という名前には「日本だけじゃなくて海外でも通用するように、世界中で愛されるように」という意味が込められていて、最初はひらがなかカタカナにするつもりだったが画数が合わないため漢字になった[28]。
- ハロプロ研修生時代からプロ野球・北海道日本ハムファイターズのファンであることを明らかにしており[29]、日本ハムの応援歌をステージ上で披露した経験を持つ[30]。
  - 3歳の頃までは地元愛知の中日ドラゴンズのファンであったが、当時の日本ハムの選手であるSHINJO（新庄剛志）を見たことがきっかけとなりファンの球団が変わった[31]。2006年9月26日、5歳の時に、球場で直接SHINJOに花束と手紙を手渡しし、その様子が報道ステーション（テレビ朝日）などで放送された。
  - 2021年4月22日に千葉市のZOZOマリンスタジアムで行われた対千葉ロッテマリーンズ戦では同球場に足を運んだ上で観戦し、日本ハムの選手である大田泰示が打ったホームランボールを牧野がキャッチした瞬間がテレビ中継され、話題となった[32][33]。この様子の一部始終は「パーソル パ・リーグTV」の公式YouTubeチャンネルでも公開され、1週間で100万再生を記録した[34]。
  - 2025年8月3日に大阪市西区の京セラドーム大阪にて行われた対オリックス・バファローズ戦では北海道日本ハムファイターズの応援団（闘将会）に混じって、太鼓を持ちながら応援している様子がテレビ中継された[35][36]。
- MLBのファンでもあり、2017年ダルビッシュ有のダルビッシュミュージアムに行ったきっかけでMLBにも興味を持つ[37]。アーロン・ジャッジのファンであり、ジャッジ自身は既婚だが「今でも結婚したいと思っている選手」と発言した[38]。
- 両手の人差し指を頬に当てて小首を傾げながら、ぶりっ子口調で「まりあんLOVEりんですっ」と呟くという、独自の自己紹介パフォーマンスがあり、自らは「LOVEりんポーズ」と呼んでいる[39]。
- 特技はバレエ､習字､絵を描くこと､アヒル口[1]。
- 座右の銘は「克己心」[1]。
- 目標とするアイドルはモーニング娘。の先輩である道重さゆみで[40][28]、グラビアアイドルの塚本舞からは「いるだけで犯罪の香りがするレベルの美少女に、あのさゆみん[注釈 2]ですらメロメロに」と評されている[41]。
- つばきファクトリーの岸本ゆめのとは、ハロプロ研修生の同期であり、大好きな親友であり、互いにライバルと認め合う関係である[42][43]。
- ハロー!プロジェクト内の仲の良いメンバーとしてアンジュルムの佐々木莉佳子を挙げている[44][45]。
- モーニング娘。で同期の羽賀朱音からは、自然と隣にいると安心する存在、一番仲のいいメンバーと言われている[46]。
- 圧倒的な美貌や抜群のプロポーションから多くの雑誌で表紙を務めることも多く「グラビアクイーン」と評されることが多い[47]。チャームポイントは「細長いおへそ」である[48][49]。

## 作品

### 配信楽曲
- 雑煮でケンカしてんじゃねーよ / 宮崎由加（Juice=Juice）、牧野真莉愛（モーニング娘。'17）、川村文乃（アンジュルム）（2017年12月22日、UP-FRONT WORKS）[50]

### 映像作品
- Greeting 〜牧野真莉愛〜（2015年3月24日、UP-FRONT WORKS）[51]
- Blanc（2018年3月7日、zetima）EPXE-5128[52]
- SAYUMINGLANDOLL～未来～（2023年12月13日、UP-FRONT WORKS） - UFXW-1036[53] - オーディオコメンタリー

## 出演

### テレビ
- ワースポ×MLB（2019年3月28日[54] - 、NHK BS1） - 不定期ゲスト
- 中居正広のプロ野球魂（2021年3月27日[55]・2022年3月25日[56]・7月23日[57]・2023年7月8日[58]、テレビ朝日） - 日本ハムファン代表
- ラヴィット!（TBSテレビ）[注釈 3]
  - 「ラヴィット!ファミリー」月曜シーズンレギュラー（2022年7月11日 - 2022年9月26日）[60]
  - 「ラヴィット!ファミリー」火曜シーズンレギュラー（2024年7月2日 - 2024年9月24日）[61]
- 推しの木「日本プロ野球名球会」（2024年5月14日、フジテレビ）[62]

### ラジオ
- モーニング娘。'17 12期日記!（2015年1月4日 - 2017年3月26日、FM-FUJI）[63]
- モーニング娘。'25 牧野真莉愛のまりあん♥LOVEりんですっ♥（2016年5月31日 - 、 CBCラジオ）[64]
- GIRLS♥GIRLS♥GIRLS =FULL BOOST= 「モーニング娘。'21のモーニングダイアリー」（2017年4月6日 - 2021年3月11日、FM-FUJI）[65]
- The BAY☆LINE（2020年2月10日、Bay-FM）- 代理パーソナリティ[66]
- アインシュタイン灰春ナイト（2023年4月3日 - 2025年3月30日、朝日放送ラジオ）[67]
- オールナイトニッポン～連載開始40周年ドラゴンボールSP～（2025年1月1日、ニッポン放送）[68]

### 広告
- 日本生命セ・パ交流戦2019「みんなで交流キャンペーン」（2019年6月4日 - 25日、日本生命）[69]
- 日本生命セ・パ交流戦2022（2022年4月27日 - 、日本生命）[70]

### イメージキャラクター
- ルネサンス⾼校グループ（2020年11月13日 - 、ブロードメディア）[2]

### コンサート
- ハロプロ研修生 発表会 2012 〜12月の生タマゴShow!〜（2012年12月9日、Shibuya O-EAST）[13]
- ハロプロ研修生 発表会 2013 〜3月の生タマゴShow!〜（2013年3月31日、横浜BLITZ）[71]
- ハロプロ研修生 発表会 2013 〜春の公開実力診断テスト〜（2013年5月5日、中野サンプラザ）[72]
- ハロプロ研修生 発表会 2013 〜6月の生タマゴShow!〜（2013年6月8日・15日、メルパルク TOKYO・御堂会館）[73]
- ハロプロ研修生 発表会 2013 〜9月の生タマゴShow!〜（2013年9月15日・21日、横浜BLITZ・東別院ホール）[74]
- ハロプロ研修生 発表会 2013 〜12月の生タマゴShow!〜（2013年12月7日・8日・21日、東別院ホール・なんばHatch・ディファ有明）[75]
- ハロプロ研修生 発表会 2014 〜2月・3月の生タマゴShow!〜（2014年2月23日・3月2日・9日、Zepp Tokyo・Zepp Nagoya・なんばHatch）[76]
- ℃-uteコンサートツアー 2014春 〜℃-uteの本音〜（2014年4月5日 - 6月29日、7都市25公演） - チャレンジアクトとして帯同[77]
- ハロプロ研修生 発表会 2014 〜春の公開実力診断テスト〜（2014年5月4日、中野サンプラザ）[78]
- ハロプロ研修生 発表会 2014 〜6月の生タマゴShow!〜（2014年6月14日、Zepp Namba）[79]
- ハロプロ研修生 発表会 2014 〜9月の生タマゴShow!〜（2014年9月7日・15日・23日、Zepp Nagoya・ディファ有明・Zepp Namba）[80]
- ハロプロ研修生 発表会 2014 〜11・12月の生タマゴShow!〜（2014年11月29日・12月6日・29日、Zepp Nagoya・Zepp Tokyo・森ノ宮ピロティホール）[81]
- M-line Special 2021〜Make a Wish!〜（2021年10月16日、名古屋市公会堂。昼夜2公演） - ゲスト出演[82]

### イベント
- MLB Tokyo Series Fan Fest トークイベント（2025年3月19日、東京スカイツリータウン® 4階 スカイアリーナ）

### 舞台・ミュージカル
- 演劇女子部 ミュージカル「TRIANGLE-トライアングル-」（2015年6月18日 - 28日、池袋サンシャイン劇場） - スワスワのリンディ 役
- 演劇女子部「続・11人いる! 東の地平・西の永遠」（2016年6月11日・12日、京都劇場 / 16日 - 26日、サンシャイン劇場） - オナ 役（「イースト」公演）、チュチュ 役（「ウエスト」公演）
- 演劇女子部「ファラオの墓」（2017年6月2日 - 11日、サンシャイン劇場） - アリ 役
- 演劇女子部「ファラオの墓 〜蛇王・スネフェル〜」（2018年6月1日 - 10日、サンシャイン劇場 / 15日 - 17日、メルパルクホール大阪） - アンケスエン 役
- 演劇女子部「遙かなる時空の中で6 外伝 〜黄昏ノ仮面〜」（2019年6月6日、サンシャイン劇場） - 友情出演[83]

### テレビアニメ
- メジャーセカンド 第3話（2018年4月21日、NHK Eテレ） - マリ 役

## 書籍

### 新聞連載
- 日刊スポーツ北海道版「モーニング娘。'15牧野真莉愛 Fハート」（2015年1月8日 - 10月29日[17]、北海道日刊スポーツ新聞社）[16]

### 雑誌連載
- LOVE berry（2016年9月 - 、徳間書店） - 専属モデル[注釈 4][84]
- Slugger「モーニング娘。'25 牧野真莉愛のFun!Fun!MLB」（2019年5月号 - 2020年5月号、2021年9月号 - 2023年1月号、日本スポーツ企画出版社）[85]
- FORTE「ファイターズLOVEりんです」（2021年3月号 - 2022年12月号、北海道日本ハムファイターズ）[86]

### 写真集
- Maria（2016年8月6日、オデッセー出版、撮影：皆藤健治）[87]
- せんこう花火（2017年8月30日、オデッセー出版、撮影：根本好伸） 
  - ISBN 978-4-8470-4933-0[88]
- マリア17歳（2018年2月2日、ワニブックス、撮影：西田幸樹） 
  - ISBN 978-4-8470-4991-0[89]
- Summer Days（2018年8月25日、オデッセー出版、撮影：岡本武志） 
  - ISBN 978-4-8470-8137-8[90]
- María 18 años（2019年2月2日、ワニブックス、撮影：唐木貴央） 
  - ISBN 978-4-8470-8191-0[91]
- Maria19（2020年2月2日、ワニブックス、撮影：唐木貴央） 
  - ISBN 978-4-8470-8271-9[92]
- 真莉愛 二十歳（2021年2月2日、ワニブックス、撮影：唐木貴央） 
  - ISBN 978-4-8470-8353-2[93][94]
- M.21（2022年2月2日、ワニブックス、撮影：魵澤和之） 
  - ISBN 978-4-8470-8403-4[95]
- 牧野真莉愛 全集 2018 - 2022（2022年8月31日、ワニブックス） 
  - ISBN 978-4-8470-8436-2[96]
- Dear MARIA（2023年6月10日、ワニブックス、撮影：田上浩一） 
  - ISBN 978-4-8470-8495-9[97]
- Maria 24 tuổi（2025年2月2日、ワニブックス、撮影：田畑竜三郎） 
  - ISBN 978-4-8470-8588-8[98]

### ミニ写真集
- Greeting -Photobook-（2015年11月14日、オデッセー出版）[99]

## 所属グループ・ユニット
- モーニング娘。（2014年 - ）
  - モーニング娘。20th（2017年 - 2018年）[注釈 5]
- シャッフルユニット
  - ハロプロ・オールスターズ（2018年 - 2020年）